# Saint-Martin-de-Salencey
Saint-Martin-de-Salencey település Franciaországban, Saône-et-Loire megyében. Lakosainak száma 114 fő (2022. január 1.). Saint-Martin-de-Salencey Chevagny-sur-Guye, La Guiche, Passy, Sailly, Saint-André-le-Désert és Saint-Bonnet-de-Joux községekkel határos.

## Népesség
A település népessége az elmúlt években az alábbi módon változott:
| Lakosok száma | 111  | 104  | 102  | 99   | 98   | 96   | 102  | 108  | 114  |
|               | 2013 | 2015 | 2016 | 2017 | 2018 | 2019 | 2020 | 2021 | 2022 |